# Sorg (Creußen)
Sorg (oberfränkisch: Surich) ist ein Gemeindeteil der Stadt Creußen im Landkreis Bayreuth (Oberfranken, Bayern). Sorg liegt in der Gemarkung Boden.

## Lage
Die Einöde liegt am Gosenbach. Die Kreisstraße BT 47 führt an Dorschenhof vorbei nach Boden (1,3 km südöstlich) bzw. nach Großweiglareuth (1,2 km westlich).

## Geschichte
Der Ort wurde 1692 als „Sorg“ erstmals urkundlich erwähnt. Der Ortsname leitet sich von Sorge und nimmt Bezug auf die schlechte Bodenqualität. Von 1791/92 bis 1810 unterstand Sorg dem preußische Justiz- und Kammeramt Bayreuth.
Mit dem Gemeindeedikt (frühes 19. Jahrhundert) wurde Sorg dem Steuerdistrikt Creußen und der Ruralgemeinde Bühl zugewiesen. Im Rahmen der Gebietsreform in Bayern wurde Sorg am 1. Januar 1972 in die Stadt Creußen eingegliedert.